# マンダン
マンダン族 (Mandan) とは北米大陸のインディアン部族である。
1837年の天然痘による壊滅前までは、「人間」という意味の「ヌマカキ」、または「メチュタハンケ」と自称した。「マンダン」と併せ、ダコタ・スー族の言葉で「マワタニ」とも呼ばれる。
アメリカノースダコタ州の平原地帯最北部に定住する。ヒダーツァ族とアリカラ族と共に「ミズーリ三大提携部族」MHAを結成している。

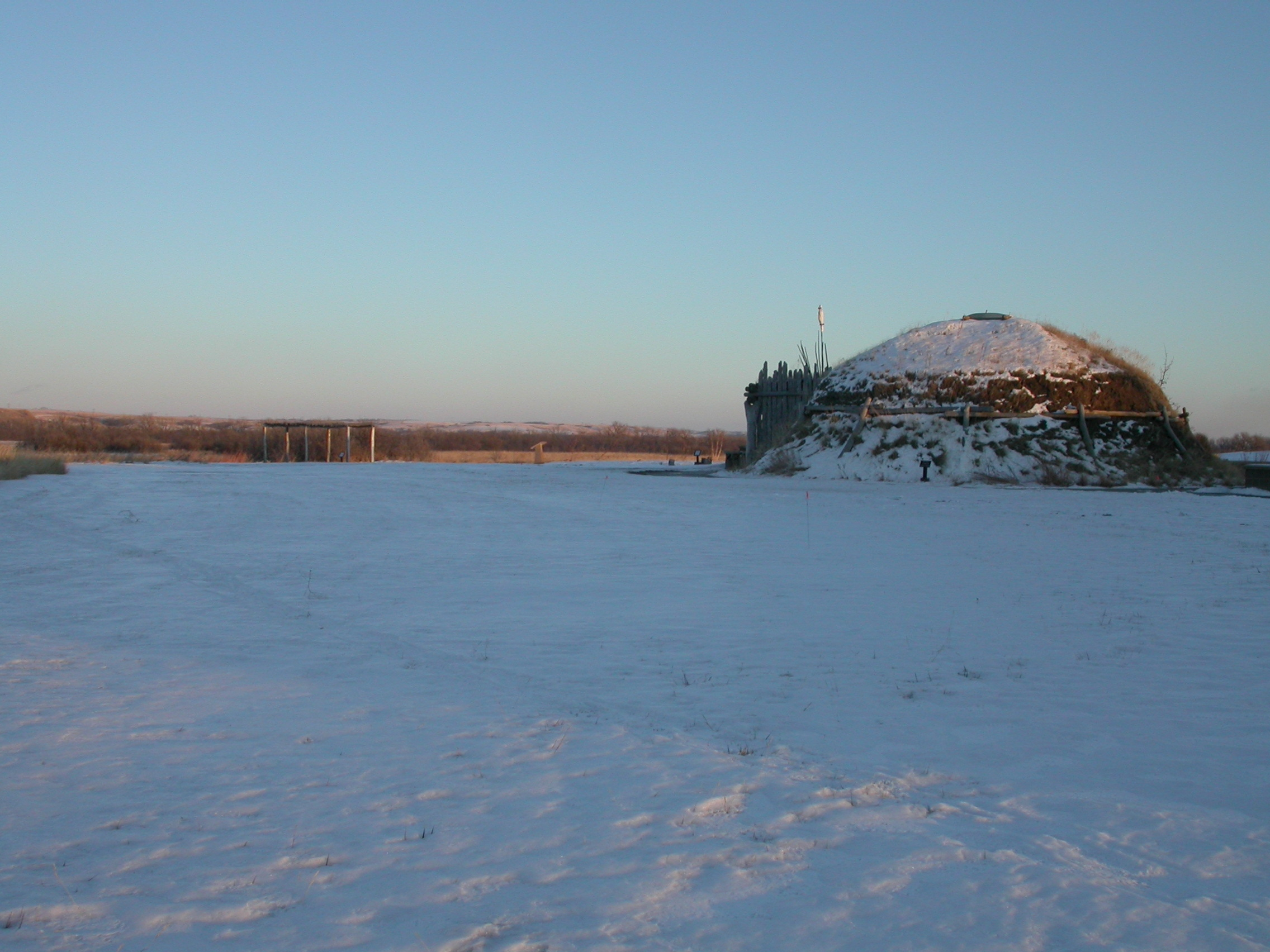
「ナイフ川国立インディアン集落史跡」の、雪の中の再建されたマンダン族ロッジ

## 文化
かつてのマンダン族の生活は、厳しい冬場に備えてトウモロコシを中心とした農作物を栽培し、男は平原でバッファロー狩りをするというものだった。トウモロコシとバッファローはマンダン族の精神であり、トウモロコシやバッファローの宗教的なダンスの儀式を行う。

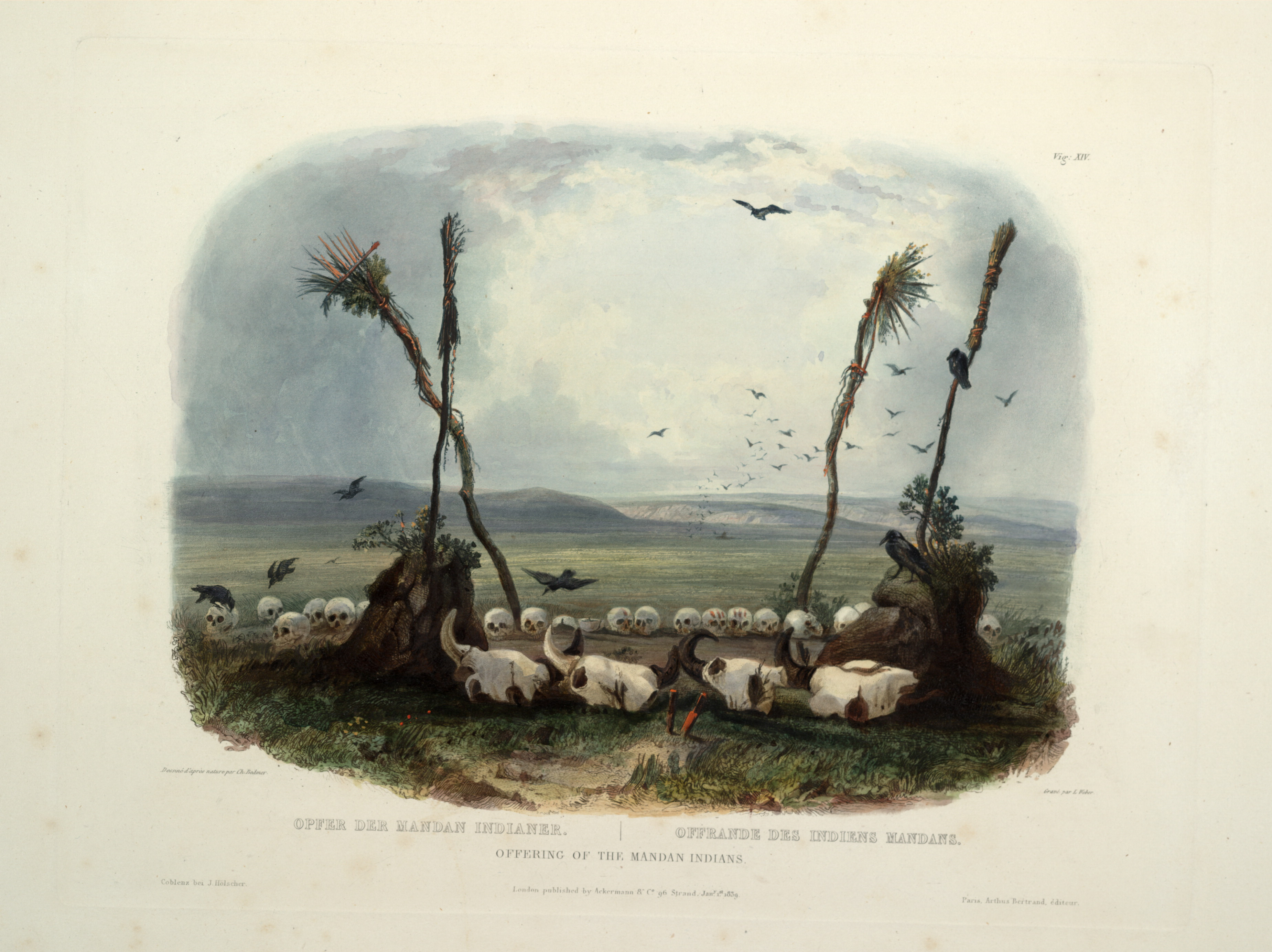
1830年代のマンダン族の墓地。いつでも会えるよう、肉親の頭蓋骨を並べた

元々はミズーリ川より東に定住していたが、徐々にミズーリ川の西北に移動し、18世紀の半ば頃にスー族の勢力下のノースダコタ中心の川口の近くに定住し、9つの村を結成した。後に敵対するアシニボイン族やスー族の攻撃、天然痘などに圧迫され、マンダン族はアリカラ族の村の反対側の、ミズーリ川の上流へ移動、生き残りはナイフ川対岸の2つの村に併合した。13の氏族から成る。

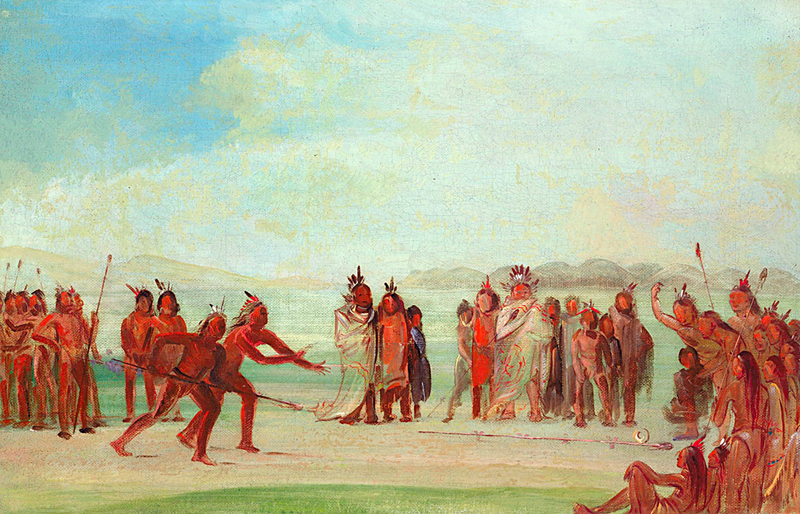
マンダン族の「チュンキー」遊び（ジョージ･カトリン画）

マンダン族や周辺部族は、「チュンキー」という遊びを娯楽としていた。これは、地面に置いた輪を槍で突き通すゲームで、ほぼ全米のインディアンに見られる遊びである。季節に関係なく、一年を通して行われた。
現在は下記のダム建設で農業が制限され、狩猟も禁止され、19世紀末から開始されたインディアン寄宿学校を中心とした徹底した白人への同化政策によって、伝統的な生活のほとんどが失われている。部族の言葉の話者も、一人の長老のみであり、部族語の再導入が図られている。現在、サカカウェア湖畔にインディアン・カジノを持ち、貴重な収入源となっている。

### 伝統住居

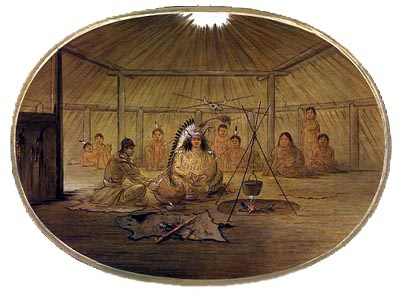
マンダン族の小屋の内部。天井にあるのは煙抜きの穴。（ジョージ・カトリン画、1830年代）

マンダン族の伝統的な住居は、木材を円形に組んだ土屋根の、丸い「アース・ロッジ」と呼ばれる巨大な住居である。ミズーリ流域の集落はこの土小屋で構成され、バッファローなどの狩りに出る際には移動住居のティーピーが使われた。こういった土小屋とティーピーの併用は、南部大平原の農耕民であるポーニー族やカドー族にも見られる文化である。直径は10メートルを超え、数家族が居住し、馬も中で（他の部族に盗まれないよう）飼われた。

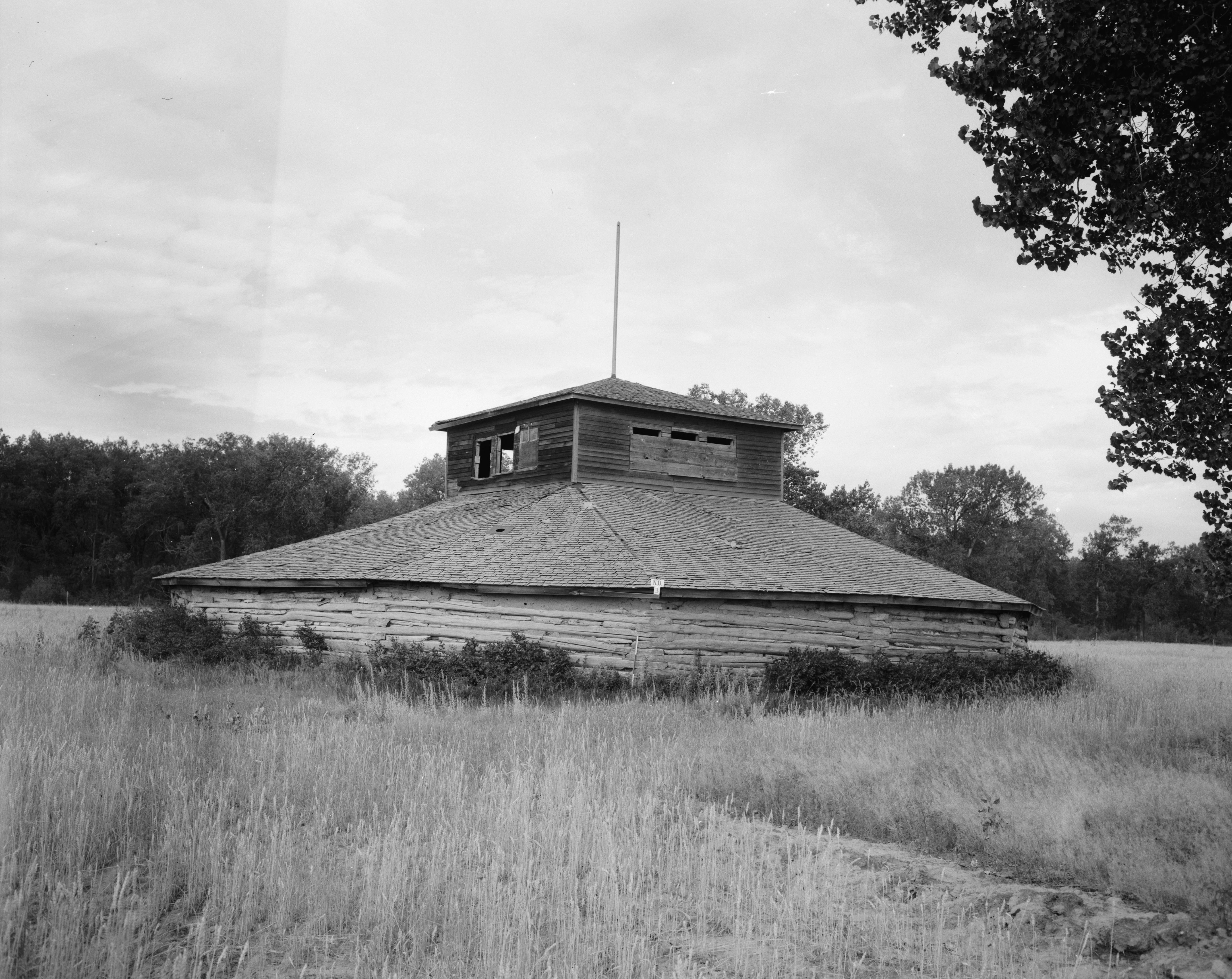
マンダン族のダンス小屋（1923年）

ドイツのマクシミリアン・フォン・ウィード＝ノイウィート殿下は、1830年代に画家のカール･ボドマーとともにこの地を訪ね、数々の記録を残した。このマンダンのロッジについて「広々とし、明るさもまずまずで馬も入っているのにかかわらず清潔である」と述べている。
また、伝統的なダンスのための、木製のダンス用ロッジも使われた。左の写真は、1923年に「ベルトホールド保留地」に建てられたもの。1951年に「ギャリソン・ダム」建設のために水没させられた。

### ブル・ボート

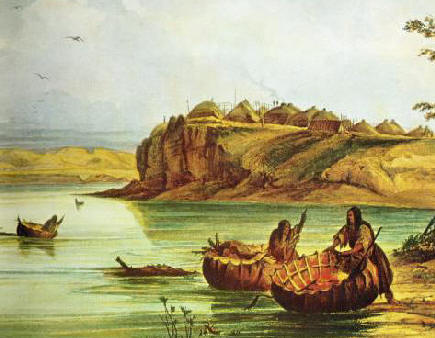
「ブル・ボート」。背景にある集落には、60基のアース･ロッジが並んでいた。（カール・ボドマー画、1832年）

マンダン族は、ヤナギの木の枝の骨組みにバッファローの皮を張った「ブル・ボートと呼ばれる一人乗りの小舟を使って、ミズーリ川で漁を行った。これは15本ほどの丈夫な木の枝を放射状に組んだ、2メートルほどの円形をしているのが特徴。木製のカヌーなどに比べて軽く、持ち運びに便利で、操作性も良かった。近年、再現制作が行われている。
このブル･ボートの特徴が、アイルランドやイングランドのボート（Currach）に類似しているとして、一部の歴史学者の間で「ウェールズ人がコロンブスよりも先にこの地に到着していた」とする説を唱える向きがあるが、根拠に乏しいとして大きな支持は得られていない。

## 信仰と儀式

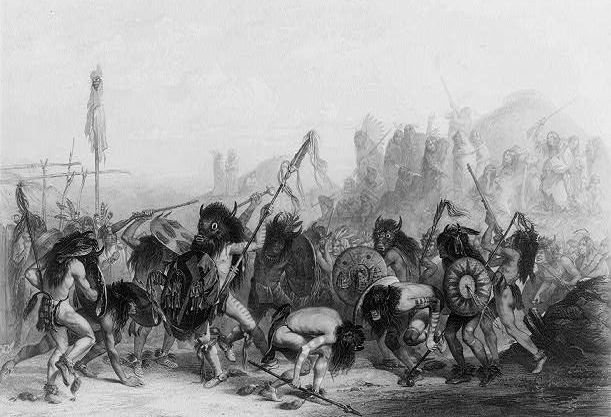
「バッファローの踊り」（カール・ボドマー画、1830年代）

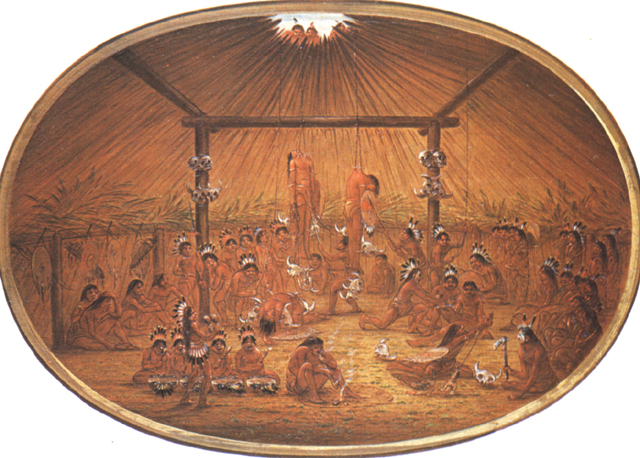
「オーキーパ」の苦行（ジョージ・カトリン画、1835年）

多くのインディアン部族と同じく、バッファローの狩りの成功や、その到来を願う「バッファローの踊り」を盛んに行った。これは数人の戦士がバッファローの頭付きの毛皮を被って勇壮に踊るものである。
「かつて世界は水没していた」という神話を持ち、水の精霊を中心にした自然回復祈願の儀式、「オーキーパの儀式」で知られる。これは平原部族の「サンダンス」の元祖である。20世紀になると、すべての信仰に加え、ことにオーキーパは野蛮な儀式として白人に徹底的に弾圧され、1889年に中断して以来、近年に至るまで再開されることがなかった。
「オーキーパ」は、4日間、戦士たちがほぼ飲まず食わずで行うもので、まず「バッファローの踊り」が行われ、そのあと左図の苦行が行われる。これは身体に鷲の爪を刺し、バッファローの革紐を繋ぎ、アース・ロッジの中に吊るされるというもの。彼らは苦痛に耐えることで大聖霊に肉体を捧げ、「大自然が回復し、コーンやバッファローなどの、さらなる恵みを得られるように」と祈るのである。彼らの身体にはバッファローの頭蓋骨の重りが結び付けられ、さらに他の戦士によって引っ張られ、肉が引きちぎれるまでこの苦行は続く。

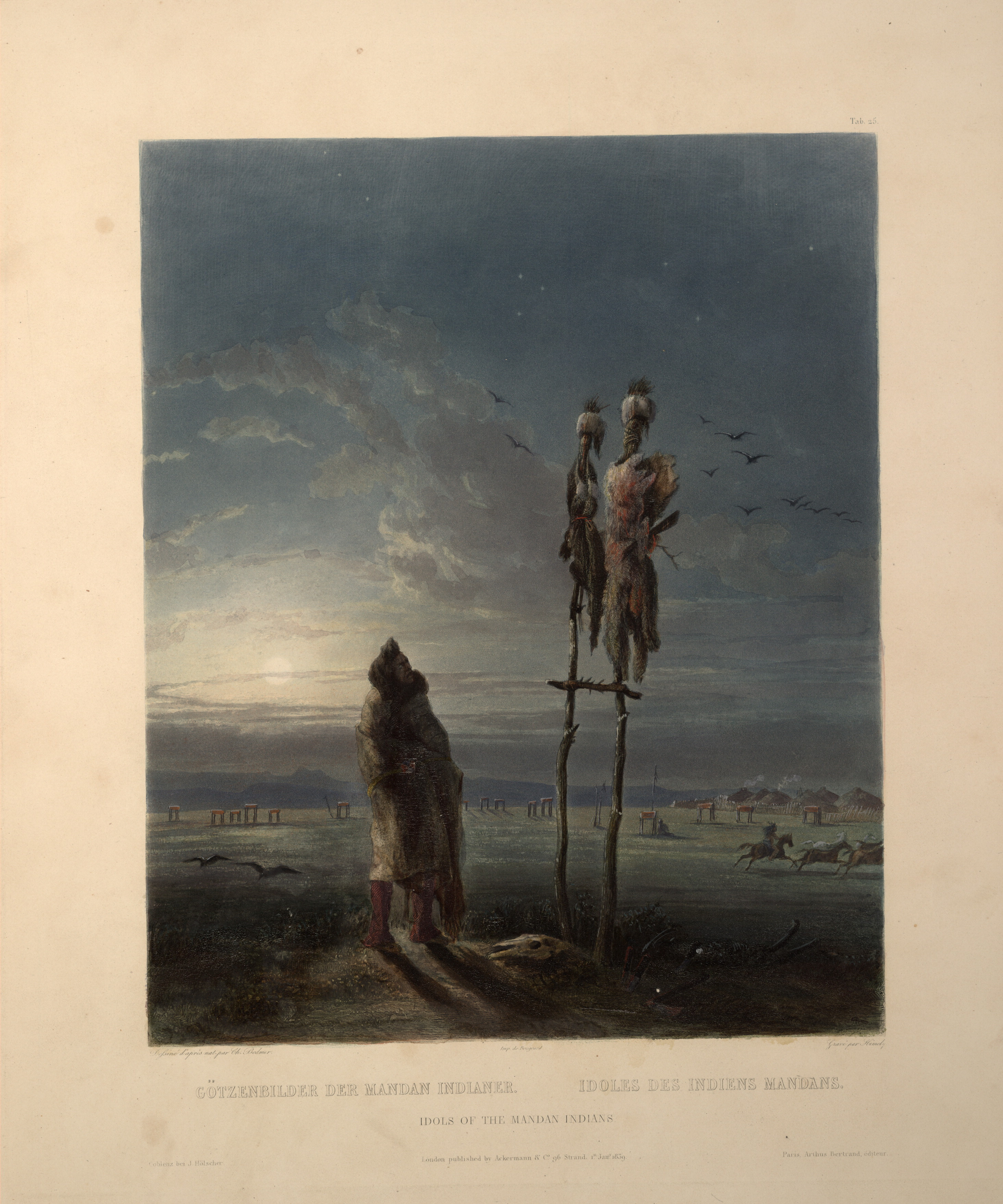
「太陽と月の象徴」に祈るマンダン族の男性。マンダン族は太陽と月の精霊を信仰した。

下に落ちた戦士たちは、呪い師によって、手斧で小指を切り落とされる。この後、屋外でバッファローの頭蓋骨を同じく鷲の爪や串を刺して背中に繋ぎ、背中の肉が千切れるまで走りまわる。こちらはスー族が採り入れ、現在も盛んに行っているサンダンスの儀式のひとつとなっている。さらに、「ビーバー」や「夜」、「月」などの象徴に扮した戦士たちの踊りが盛大に執り行われる。画家のジョージ･カトリンがこのオーキーパの儀式を報告した際、東部の白人社会はこれを気味の悪い悪夢だとして信じなかった。この儀式は文献などでしばしば「若い戦士たちの勇気や男振りを示すものである」と説明されるが、これは間違いである。上記したように、この苦行は自らの肉体の痛みを捧げることによって、大聖霊に恵みを乞うものである。

## 天然痘による壊滅

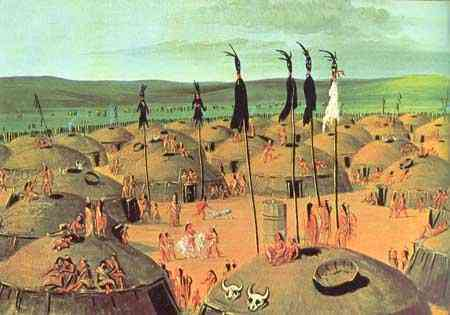
壊滅前のマンダン族の村。（ジョージ・カトリン画、1833年）

1804年、ルイス・クラーク探検隊の一行が彼らの土地に足を踏み入れ、ここに「マンダン砦」を築き、ひと冬を過ごした。これがマンダン族（ヌマカキ族）の最初期の白人との接触といわれるが、一部の歴史家は、コロンブスの上陸以前に、すでにマンダン族とヴァイキングとに接触があったとしている。
1837年、白人との交易が仇となり、彼らの持ち込んだ天然痘およびコレラの大流行によって壊滅状態となる。定住生活であったため、伝染病の蔓延にひとたまりも無かったのである。 ヒダーツァ族が1845年に移ったナイフ川の地域からマンダン砦のベルトールの交易所にかけ、少数のマンダン族も合流した。 
1851年に、アメリカ連邦政府は「ララミー砦の条約」で、49,000km²の土地をマンダン族、ヒダーツァ族、アリカラ族のMHA三大部族の不可侵占有領土として条約で確約した。

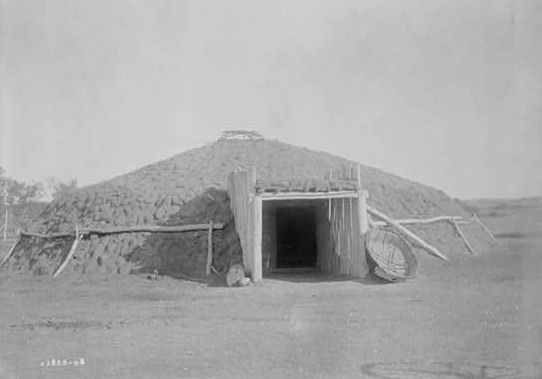
マンダンの小屋。入口脇に「ブル・ボート」が見える（1908年、エドワード・カーチス撮影）

1870年、4月12日、アメリカ連邦政府は大統領命令により、「ベルトホールド砦保留地（Reservation）」を設立。不可侵条約を破って、彼らの領土を32,000km²に減らした。
1880年、7月1日に、アメリカ連邦政府はさらに不可侵条約を破って、この保留地から28,000km²の土地を没収した。
1910年までに、彼らの保留地は分割没収され続け、「ララミー砦の条約」で「不可侵の土地」と約束された面積の1/10以下である3,600km²まで縮小された。

## ダム建設

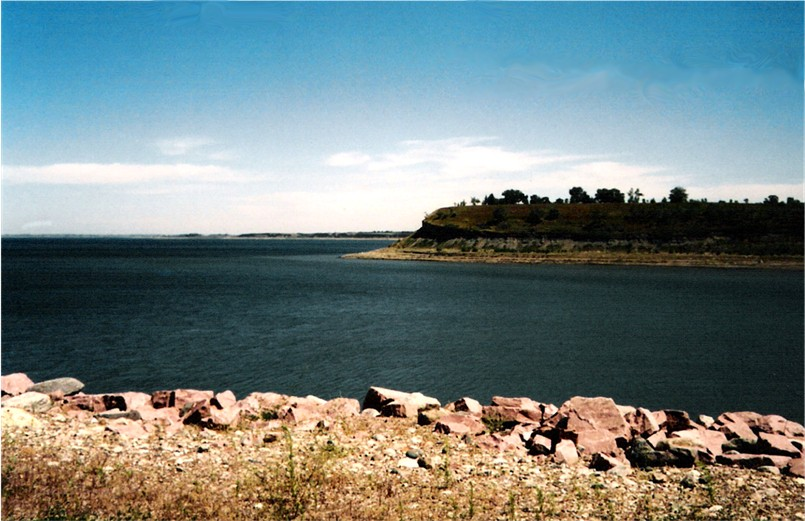
ガリソン・ダム

20世紀に入ると、この保留地の大半は、1953年にアメリカ政府が建設したガリソンダムのために水底に沈められた。以下は1951年のMHA部族議長のコメントである。かれは号泣しながらこう述べた。
「部族会議のメンバーは、心を重くしてこの条約に署名する。今や、未来は悪しき物となった。1851年に結んだララミー砦条約、三つの部族の結びつきは、切れ切れに引き裂かれ、そして住みやすく、農業の出来る保留地のすべての良い土地は、これで沈んでしまうのだ!」